# Disney Princesses : Mon royaume enchanté
Disney Princesses : Mon royaume enchanté (Disney Princess: My Fairytale Adventure) est un jeu vidéo d'action-aventure développé par High Impact Games et édité par Disney Interactive Studios, sorti en 2012 sur Windows, Mac, Wii et Nintendo 3DS.
Il fait partie de la franchise Princesses Disney.

## Accueil
- Jeuxvideo.com : 14/20[1]